# جو مورغان
جو مورغان (بالإنجليزية: Joe Morgan)‏ هو لاعب كرة قاعدة أمريكي، ولد في 19 نوفمبر 1930 في Walpole, Massachusetts ‏ في الولايات المتحدة.

## وصلات خارجية
- جو مورغان على موقعبيزبول رفرنس.كوم (الدوري الرئيسي) (الإنجليزية)
- جو مورغان على موقعبيزبول رفرنس.كوم (الدوري الثانوي) (الإنجليزية)